# Seebach (Steinlach)
Der Seebach ist ein vier Kilometer langer Bach in den baden-württembergischen Landkreisen Reutlingen und Tübingen, der nach insgesamt westlichem Lauf nach der Steinlachmühle unterhalb des  Dorfes Talheim der Stadt Mössingen im Landkreis Tübingen von rechts in die obere Steinlach mündet.

## Geographie

### Verlauf
Der Ursprung des Seebachs liegt etwa 0,7 km nordwestlich des Steinbruchs und etwa 1,7 km nordnordwestlich der Ortsmitte des Dorfes Willmandingen der Gemeinde Sonnenbühl im Wald Alter Hau. Dort beginnt am Südabfall des 881 m ü. NHN hohen Bolbergs auf etwa 800 m ü. NHN in schon deutlich eingetiefter Talmulde ein zunächst nach Süden ziehendes Gewässer, das sich bald in einem Talbogen nach rechts wendet. Nach etwa drei Viertel eines Kilometers erreicht es in seinem Kerbtal seinen vorerst südlichsten Laufpunkt, wo es vom Talsporn des dort von Süden zulaufenden kurzen Lausentals  herab zuweilen den Abfluss des Willmandinger Bröllers aufnimmt, einer nur von Zeit zu Zeit schüttenden Karstquelle.
Dort etwa lag auch die abgegangene Seebachmühle am Bach, der nunmehr lange in gerade nach Westnordwesten ziehendem Waldtal weiterläuft und dabei an der Zumündung der von rechts kommenden kurzen Lauberschlucht die Gemeindegrenze zur Stadt Mössingen überschreitet. Nach etwas über der Hälfte des Gesamtlaufs öffnet sich der Talgrund zu einer Wiesenaue, in welcher der Bach, zu Füßen des Filsenbergs rechts und des Kirchkopfs links, nun unter dem Kronendach einer begleitenden Baumgalerie mit kleinen Richtungswechseln westwärts weiterläuft.
Wo sich das Seebachtal zum Steinlachtal hin weitet, liegt am rechten Hangfuß ein Kleingartengelände. Danach werden die immer sanfter ansteigenden, ins Steinlachtal umbiegenden Unterhänge von baumdurchsetzten Wiesen eingenommen. Fast auf dem Grund der Steinlach-Talaue kreuzt der Bach nach Passieren eines Reiterhofes die von der Albhochfläche im Süden nach Mössingen weiter abwärts im Flusstal führende L 385. Hundert Meter weiter fließt der Seebach an einer kleinen Gebäudegruppe unterhalb der Talheimer Steinlachmühle von rechts und auf etwa 532 m ü. NHN in die obere Steinlach ein.
Der Seebach mündet nach 4,1 km langem Lauf mit mittlerem Sohlgefälle von 66 ‰ etwa 268 Höhenmeter unterhalb seines Laufbeginns im Alten Hau.

### Einzugsgebiet
Das Einzugsgebiet des Seebachs ist 3,5 km² groß. Naturräumlich gehört der kleinere westliche und mündungsnahe Anteil davon zum Teilraum Die Steinlach des Unterraums Die Steinlach-Albvorberge im Mittleren Albvorlandes, während der mittlere und obere Anteil zu den Roßberg-Randhöhen im Unterraum Randhöhen der Mittleren Alb der Mittleren Kuppenalb rechnet. Dort liegt am Ostrand auch der mit 881 m ü. NHN höchste Punkt auf dem Gipfel des Bolbergs. Offenes Terrain in Gestalt von Wiesen und teilweise Baumwiesen gibt es vor allem im sich weitenden Mündungstrichter und in schmalen Streifen an der östlichen und nördlichen Wasserscheide, der größere Teil des Einzugsgebietes ist aber von Wald bedeckt. Die knappe östliche Hälfte von ihm gehört zur Gemeinde Sonnenbühl im Zollernalbkreis, die etwas größere im Westen zur Stadt Mössingen im Landkreis Tübingen. Dort liegen sehr mündungsnah wenige Gebäude im Einzugsgebiet, es sind seine einzigen Siedlungsplätze.
Reihum grenzen die Einzugsgebiete der folgenden Nachbargewässer an:
- Im Norden liegt hinter dem Filsenberg und dem Bolberg das Tal des Öschenbachs, der weiter abwärts in die Steinlach mündet;
- im Nordosten erstreckt sich das Einzugsgebiet der Erpf, im Südosten das der Lauchert, die diese aufnimmt; in beiden Fällen ist das nächste offene  Gewässer auf der verkarsteten Albhochfläche weit entfernt. Da der Abfluss dort zur Donau gelangt, ist dieser Abschnitt der Gesamtwasserscheide ein Teil der Europäischen Hauptwasserscheide zwischen Rhein und Nordsee diesseits und Donau und Schwarzem Meer jenseits;
- im Südwesten und Nordosten liegt unmittelbares Einzugsgebiet der oberen Steinlach ober- und unterhalb der Seebachmündung, die über den Neckar zum Rhein entwässert.

### Zuflüsse und Seen
Liste der Zuflüsse von der Quelle zur Mündung. Gewässerlänge und Einzugsgebiet und Höhe nach den entsprechenden Layern auf der Onlinekarte der LUBW. Andere Quellen für die Angaben sind vermerkt.
- Willmandinger Bröller, episodisch schüttende Karstquelle mit sehr kurzem Abfluss zum Seebach auf etwa 700 m ü. NHN[LUBW 7] am linken Hang auf dem Talsporn gegen das Laubental.
- (Bach aus dem Laubental), von links und Süden auf etwa 680 m ü. NHN an der Wüstung der Seebachmühle, unter 0,3 km und über 0,3 km². Entsteht auf unter 720 m ü. NHN am Sattel zwischen Ruchberg und Riedernberg.
- Nach dem Waldaustritt des Baches laufen ihm von links vom Kirchkopf und von rechts vom Filsenberg insgesamt drei Gerinne teils ohne beständigen Durchfluss und sogar ausgebildetes Bett zu, die an Hangquellen in etwa 640–630 m ü. NHN Höhe entspringen und alle unter 0,2 km lang sind.
Die Quelle Steinbrunnen am Unterhang des Filsenberg allerdings schüttet regelmäßig und ihr Abfluss durchläuft in voll ausgebildetem Bachbatte das Kleingartengelände.

## Geologie
Im Einzugsgebiet stehen größtenteils Gesteine des Weißen Juras an bis hinauf zur Unteren Massenkalk-Formation, aus der das Hochplateau auf dem Riedernberg linksseits des Mittellaufes aufgebaut ist; der Filsenberg auf der anderen Talseite mit seiner Hochfläche erreicht dagegen nur den Lacunosamergel. Größtenteils und in der Talmulde liegt dagegen Weißjura-Hangschutt, bis hinunter zur Talweiterung zum Steinlachtal hin, ab wo der Seebach in einer Schwemmlandzone läuft. Diese bedeckt vermutlich Braunjura, denn wenig flussaufwärts und auf der anderen Steinlachtalseite steht Braunjura bis hinunter zum Ostreenkalk an.
An der Nordkante des Riedernberg-Hochplateaus lösen sich bis zu zwanzig Meter hohe Felsverbände der Unteren Felsenkalk-Formation von der Kante des Hochplateaus und bleiben dann als Blockschutt tiefer am Hang liegen. Die Ablösungsklüfte sind bis zu sechs Metern breit und ziehen sich etwa hundert Meter der Kante lang. Die Stelle ist als Geotop ausgewiesen.

## Natur und Schutzgebiete
Der Seebach beginnt seinen Lauf in einer Geländekerbe in seinem Obertal und ist dort von einem schmalen Schluchtwaldstreifen begleitet. Auch wo der zeitweilige Abfluss des Willandinger Bröllers und der kurze Bach aus dem Lausental zumünden, gibt es wieder einen schluchtartigen, waldbestandenen Abschnitt, dort mit viel Kalksteinschutt. Dort und noch weiter abwärts kann der Durchfluss im bis zu zwei Meter breiten, schlängeligen Bett versiegen. Stellenweise hat sich Kalksinter abgelagert, an den Waldhängen gibt es Sickerquellen.
Nach dem Waldaustritt fließt der Bach bis zu zwei Meter eingetieft in einer Begleitgalerie, deren Bäume meist Eschen sind. Am Kleingartengelände durchläuft er stärker eingetieft und teils auch etwas breiter eine kleine Waldinsel, in der er über bis zu meterhohe Kalksinterstufen fällt, die Uferhänge rutschen dort stellenweise ab.
Knapp die Hälfte des Einzugsgebietes auf Mössinger Stadtgebiet liegt im Landschaftsschutzgebiet Albrand. Es umschließt das Naturschutzgebiet Filsenberg  auf der Hochfläche dieses Berges, über den die nördliche Wasserscheide läuft. An seinem Südwestabfall schließt ein kleines, ebenfalls nur teilweise innerhalb liegenden Waldschutzgebiet am oberen Hang an.

## Tourismus
Der Schwäbische-Alb-Nordrand-Weg (Hauptwanderweg 1) des Schwäbischen Albvereins zieht vom Bolberg her der linken Hangkante des Obertals entlang, steigt danach zum Riedernberg an und läuft dessen Abbruchkante entlang bis zu dessen Nordsporn an der ehemaligen Heidenburg. Danach verlässt er das Einzugsgebiet entlang der westlichen Kante des Hochplateaus in Richtung Talheim.
Ein anderer, mit blauer Raute markierter Wanderweg steigt vom Filsenberg über die kleine Lauberschlucht auf den Talgrund ab, quert dort den Seebach und läuft dann am nördlichen Unterhang des Riedernbergs und später des Kirchkopfes, um schließlich unter den Resten der vorgeschichtlichen Burg Kirchkopf ebenfalls das Tal in Richtung Talheim zu verlassen.

### LUBW
Amtliche Online-Gewässerkarte mit passendem Ausschnitt und den hier benutzten Layern: Lauf und Einzugsgebiet des Seebachs

Allgemeiner Einstieg ohne Voreinstellungen und Layer: Daten- und Kartendienst der Landesanstalt für Umwelt Baden-Württemberg (LUBW) (Hinweise)
1. 1 2  Höhe nach dem Höhenlinienbild auf dem Hintergrundlayer Topographische Karte.
2. 1 2  Höhe nach grauer Beschriftung auf dem Hintergrundlayer Topographische Karte.
3. ↑  Länge nach dem Layer Gewässernetz (AWGN).
4. ↑  Einzugsgebiet nach dem Layer Basiseinzugsgebiet (AWGN).
5. ↑  Länge abgemessen auf dem Hintergrundlayer Topographische Karte.
6. ↑  Einzugsgebiet abgemessen auf dem Hintergrundlayer Topographische Karte.
7. ↑  Auf den üblichen Karten ist die Höhe der Quelle am dicht gedrängten Höhenlinienbild schlecht abzulesen; nach dem
  - Hintergrundlayer Topographische Karte

etwa auf 690 m ü. NHN, nach dem
  - Hintergrundlayer WMS LGL-BW Topographische Freizeitkarte 1:25.000 von: Geoportal Baden-Württemberg (Hinweise)

dagegen etwa auf 705 m ü. NHN.
8. ↑  Schutzgebiete nach den einschlägigen Layern, Natur teilweise nach dem Layer Geschützte Biotope.

### Andere Belege
1. ↑  Abfluss-BW - Daten und Karten
2. ↑  Friedrich Huttenlocher: Geographische Landesaufnahme: Die naturräumlichen Einheiten auf Blatt 178 Sigmaringen. Bundesanstalt für Landeskunde, Bad Godesberg 1959. → Online-Karte (PDF; 4,3 MB)
3. ↑  Geologie nach den Layern zu Geologische Karte 1:50.000 auf: Mapserver des Landesamtes für Geologie, Rohstoffe und Bergbau (LGRB) (Hinweise)
4. ↑  Geotopsteckbrief der Abrisskante am Riedernberg auf: media.lgrb-bw.de, abgefragt am 23. April 2023.